# Comuna Buianî, Luțk
Buianî (în ucraineană Буяни) este o comună în raionul Luțk, regiunea Volînia, Ucraina, formată din satele Buianî (reședința), Usîci și Usîcivski Budkî.

## Demografie
Componența lingvistică a satului Buianî
     Ucraineană (98,75%)
     Rusă (1,11%)
     Alte limbi (0,14%)
Conform recensământului din 2001, majoritatea populației satului Buianî era vorbitoare de ucraineană (98,75%), existând în minoritate și vorbitori de rusă (1,11%).